# Preuschdorf
Preuschdorf est une commune française située dans la circonscription administrative du Bas-Rhin et, depuis le 1er janvier 2021, dans le territoire de la Collectivité européenne d'Alsace, en région Grand Est.
Cette commune se trouve dans la région historique et culturelle d'Alsace.

## Géographie

### Localisation
La commune est à 2,4 km de Merkwiller-Pechelbronn et Lampersloch, 2,9 de Goersdorf et 10,6 de Lembach.
Le territoire de la commune est limitrophe de ceux de cinq communes :
|                       | Lembach     | Lampertsloch           |
| Gœrsdorf              | Preuschdorf |                        |
| Dieffenbach-lès-Wœrth |             | Merkwiller-Pechelbronn |

### Géologie et relief
La commune se compose de 64,92 hectares de territoires artificialisés (8,55 %), 469,99 hectares de territoires agricoles (61,92 %) et 223,81 hectares de forêts et milieux semi-naturels (29,49 %).
la commune se compose de 64,92 ha de territoires artificialisés (8,55 %), 469,99 ha de territoires agricoles (61,92 %) et 223,81 ha de forêts et milieux semi-naturels (29,49 %).
Espaces naturels :
- Trois espaces protégés hors Natura 2000 :

Réserve de Biosphère, zone tampon,
Réserve de Biosphère, zone de transition,
Parc naturel régional.
- Inventaire national du Patrimoine géologique :

Le Champ pétrolifère et son Musée du pétrole de Merkwiller-Pechelbronn.
- Site bioarchéologique :

Église (27 rue de l').
La commune fait partie du parc naturel régional des Vosges du Nord
De la source des Hélions II, captée par forage à 1 146 m de profondeur, sourd par écoulement naturel à 70 °C pour un débit de 330 litres par minute une eau chlorurée sodique. Le résidu à sec est de 20,88 grammes par litre. Il y a des traces importantes de lithium, strontium, brome, iode et fluor, caractéristiques du Trias.
Depuis le Hochwald (en) à l'ouest, constitué de terrains triasiques, l'eau chemine vers l'est, s'enfonce à la faveur de la faille rhénane et finit son parcours dans les grès du Buntsandstein et les calcaires du Muschelkalk.
Carte géologique : Feuille n° 168 - Lembach-Haguenau

### Hydrographie et les eaux souterraines
Hydrogéologie et climatologie : Système d’information pour la gestion des eaux souterraines du bassin Rhin-Meuse :
Territoire communal : Occupation du sol (Corinne Land Cover); Cours d'eau (BD Carthage),
Géologie : Carte géologique; Coupes géologiques et techniques,
 Hydrogéologie : Masses d'eau souterraine; BD Lisa; Cartes piézométriques.
La commune est dans le bassin versant du Rhin au sein du bassin Rhin-Meuse. Elle est drainée par le ruisseau le Seltzbach, le ruisseau Dieffenbach, le ruisseau le Fussel et le ruisseau le Kindersloch,,.
Le Seltzbach, d'une longueur de 33 km, prend sa source dans la commune de Gœrsdorf et se jette  dans la Sauer à Seltz, après avoir traversé 14 communes. 

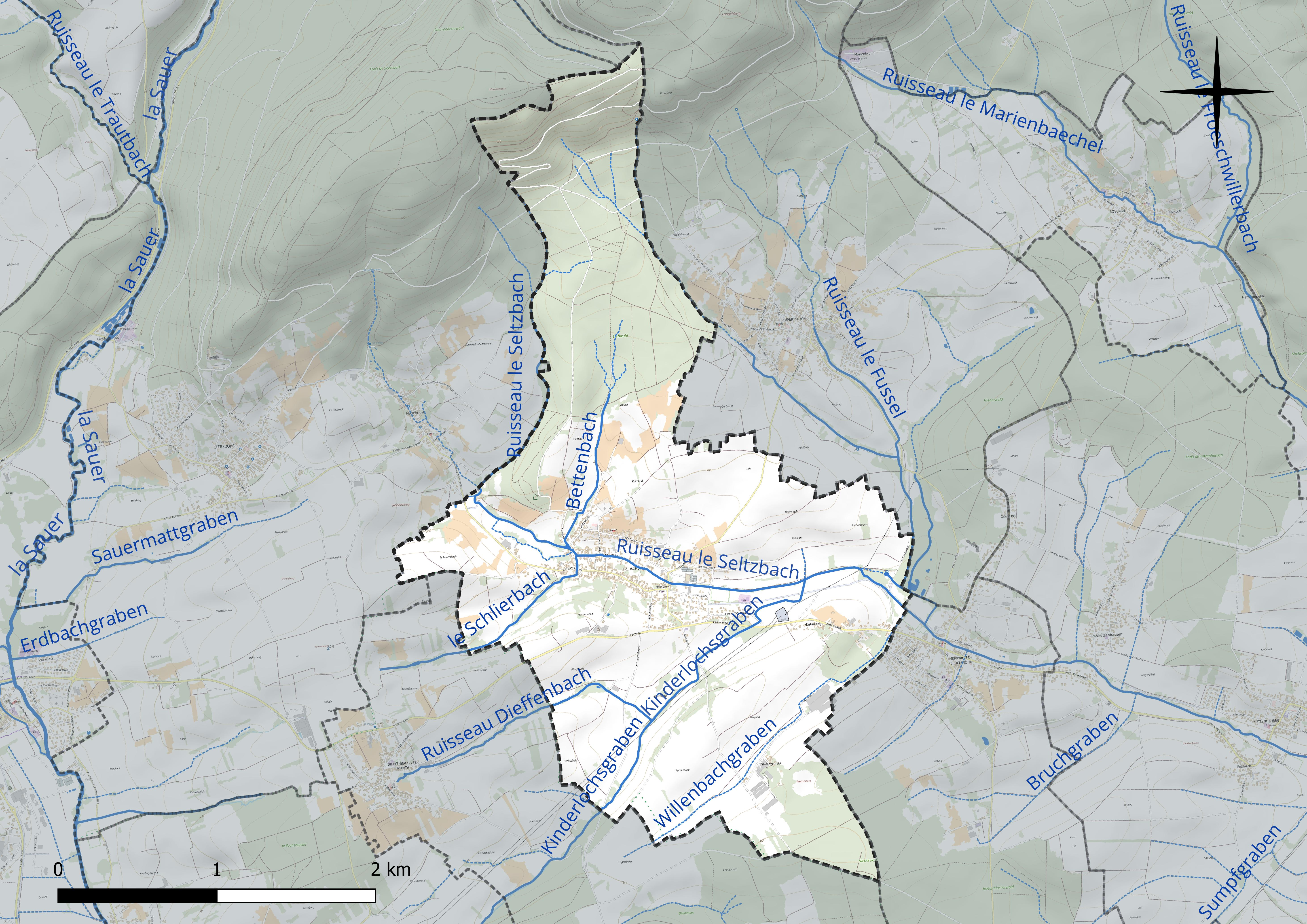
Réseau hydrographique de Preuschdorf.

### Climat
Pour des articles plus généraux, voir Climat du Grand Est et Climat du Bas-Rhin.
En 2010, le climat de la commune est de type climat des marges montargnardes, selon une étude du Centre national de la recherche scientifique s'appuyant sur une série de données couvrant la période 1971-2000. En 2020, Météo-France publie une typologie des climats de la France métropolitaine dans laquelle la commune est exposée à un climat semi-continental et est dans une zone de transition entre les régions climatiques « Vosges » et « Alsace ». 
Pour la période 1971-2000, la température annuelle moyenne est de 10,5 °C, avec une amplitude thermique annuelle de 17,8 °C. Le cumul annuel moyen de précipitations est de 819 mm, avec 10,8 jours de précipitations en janvier et 10,3 jours en juillet. Pour la période 1991-2020, la température moyenne annuelle observée sur la station météorologique installée sur la commune est de 11,3 °C et le cumul annuel moyen de précipitations est de 834,2 mm. 
La température maximale relevée sur cette station est de 39,8 °C, atteinte le 4 juillet 2015 ; la température minimale est de −19,9 °C, atteinte le 8 janvier 1985,,. 
| Mois                                  | jan.             | fév.            | mars           | avril         | mai             | juin           | jui.           | août           | sep.           | oct.            | nov.             | déc.            | année      |
| ------------------------------------- | ---------------- | --------------- | -------------- | ------------- | --------------- | -------------- | -------------- | -------------- | -------------- | --------------- | ---------------- | --------------- | ---------- |
| Température minimale moyenne (°C)     | −0,5             | −0,5            | 2,3            | 5,2           | 9,2             | 12,5           | 14,1           | 13,8           | 10,3           | 6,9             | 3                | 0,5             | 6,4        |
| Température moyenne (°C)              | 2,2              | 3,2             | 7,1            | 11,2          | 15,2            | 18,8           | 20,6           | 20,3           | 16,1           | 11,3            | 6,1              | 3               | 11,3       |
| Température maximale moyenne (°C)     | 4,9              | 6,9             | 11,9           | 17,2          | 21,2            | 25,1           | 27             | 26,8           | 21,9           | 15,7            | 9,1              | 5,5             | 16,1       |
| Record de froid (°C) date du record   | −19,9 08.01.1985 | −14,4 11.02.21  | −14,3 01.03.05 | −6 13.04.1986 | −2,1 07.05.1979 | 2,7 05.06.1991 | 4,8 01.07.1984 | 3,6 30.08.1998 | 0,4 29.09.1995 | −5,8 29.10.12   | −10,8 23.11.1998 | −16,5 24.12.01  | −19,9 1985 |
| Record de chaleur (°C) date du record | 16,8 05.01.1999  | 21,3 24.02.1990 | 26,9 31.03.21  | 29,7 21.04.18 | 34,4 29.05.17   | 38,4 30.06.19  | 39,8 04.07.15  | 39,8 08.08.03  | 35,1 15.09.20  | 28,8 04.10.1985 | 21,8 02.11.20    | 17,9 16.12.1989 | 39,8 2015  |
| Précipitations (mm)                   | 77,2             | 65,2            | 63,7           | 50,6          | 76,3            | 64,1           | 69,3           | 58,9           | 62,4           | 74,8            | 79,4             | 92,3            | 834,2      |

| Diagramme climatique                                  |             |             |             |             |              |            |              |              |             |          |            |
| J                                                     | F           | M           | A           | M           | J            | J          | A            | S            | O           | N        | D          |
| 4,9−0,577,2                                           | 6,9−0,565,2 | 11,92,363,7 | 17,25,250,6 | 21,29,276,3 | 25,112,564,1 | 2714,169,3 | 26,813,858,9 | 21,910,362,4 | 15,76,974,8 | 9,1379,4 | 5,50,592,3 |
| Moyennes : • Temp. maxi et mini °C • Précipitation mm |             |             |             |             |              |            |              |              |             |          |            |

Les paramètres climatiques de la commune ont été estimés pour le milieu du siècle (2041-2070) selon différents scénarios d'émission de gaz à effet de serre à partir des nouvelles projections climatiques de référence DRIAS-2020. Ils sont consultables sur un site dédié publié par Météo-France en novembre 2022.

### Risques naturels et technologiques
Commune située dans une zone de sismicité modérée.

## Urbanisme

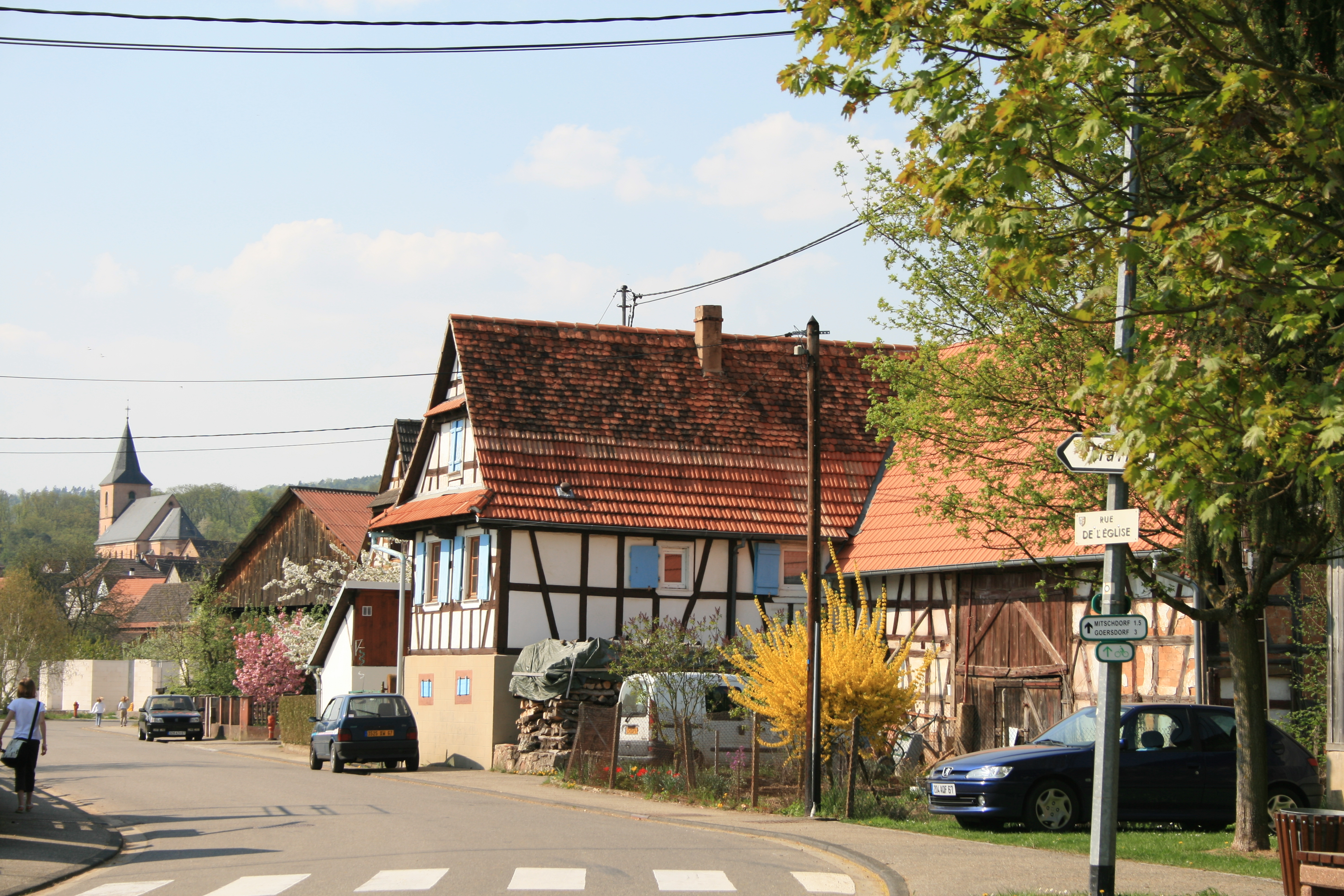
Preuschdorf.

### Typologie
Au 1er janvier 2024, Preuschdorf est catégorisée bourg rural, selon la nouvelle grille communale de densité à sept niveaux définie par l'Insee en 2022.
Elle est située hors unité urbaine et hors attraction des villes,.

### Occupation des sols
L'occupation des sols de la commune, telle qu'elle ressort de la base de données européenne d’occupation biophysique des sols Corine Land Cover (CLC), est marquée par l'importance des territoires agricoles (61,4 % en 2018), une proportion sensiblement équivalente à celle de 1990 (60,9 %). La répartition détaillée en 2018 est la suivante : terres arables (38,5 %), forêts (30,1 %), prairies (12,5 %), cultures permanentes (10,4 %), zones urbanisées (8,5 %). L'évolution de l’occupation des sols de la commune et de ses infrastructures peut être observée sur les différentes représentations cartographiques du territoire : la carte de Cassini (XVIIIe siècle), la carte d'état-major (1820-1866) et les cartes ou photos aériennes de l'IGN pour la période actuelle (1950 à aujourd'hui).

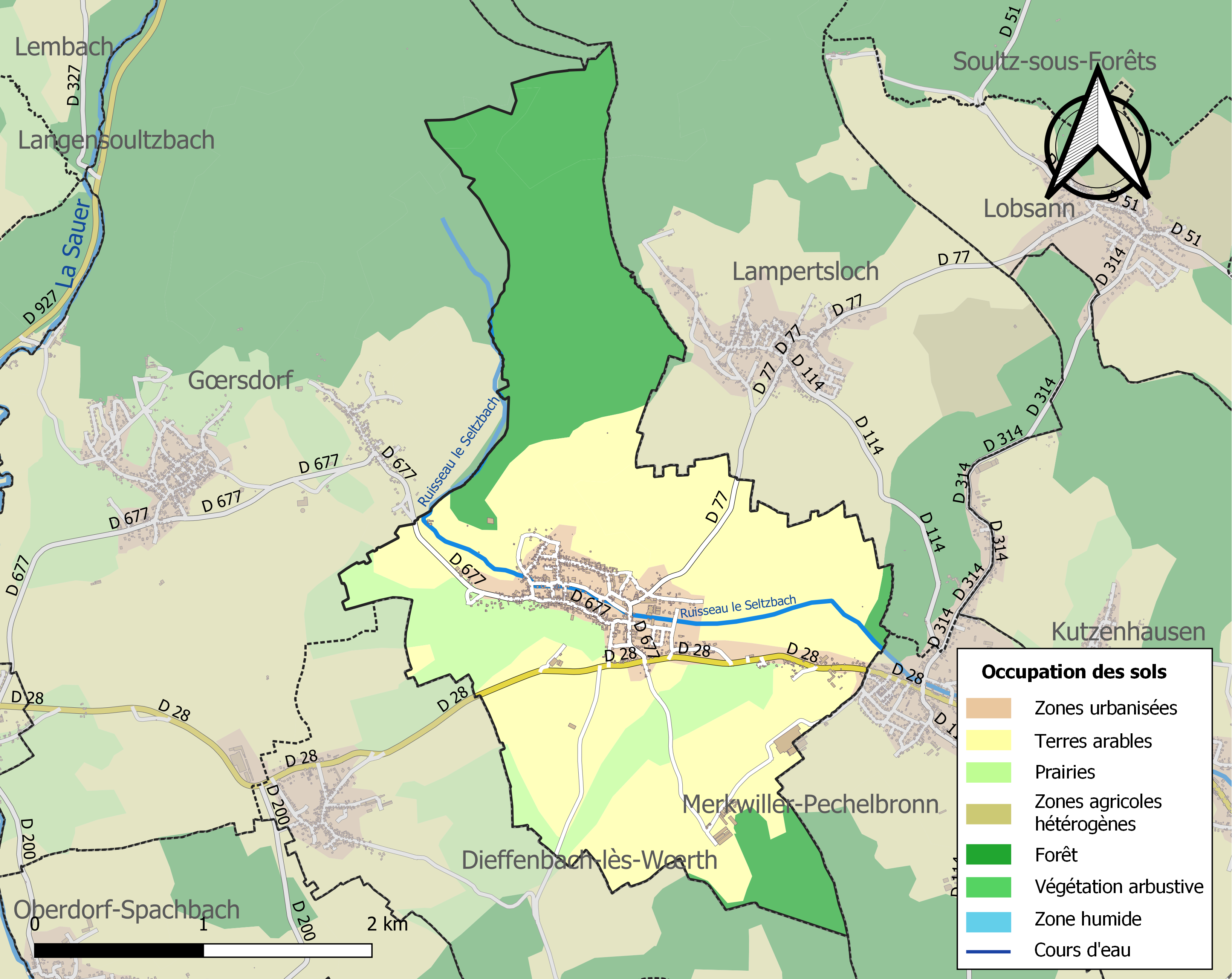
Carte des infrastructures et de l'occupation des sols de la commune en 2018 (CLC).

### Voies de communications et transports

#### Voies routières
- D 200 vers Mitschdorf, Goersdorf,
- D 28 vers Merkwiller-Pechelbronn[29].

#### Transports en commun

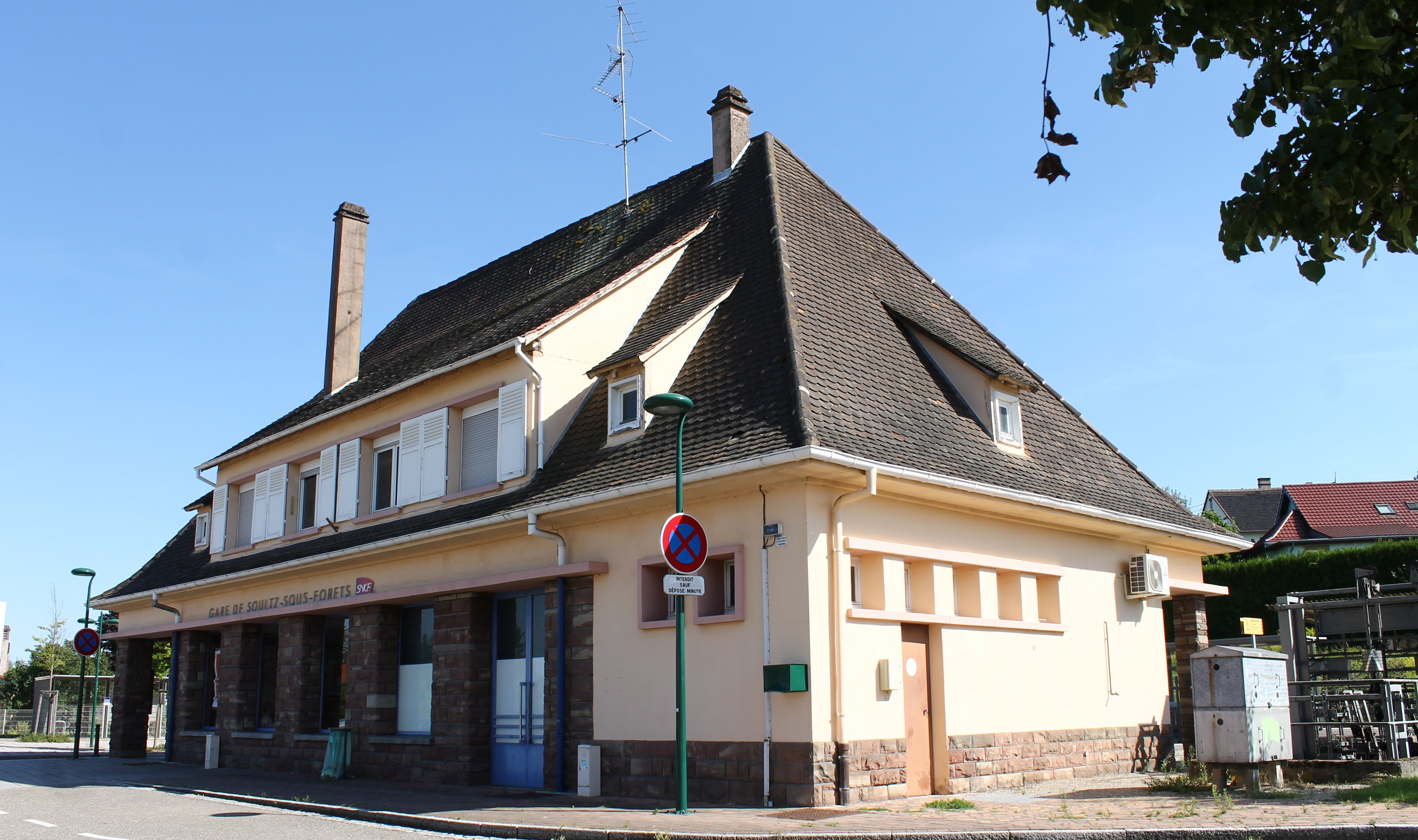
Gare de Soultz-sous-Forêts.

- Transports en Alsace.
- Fluo Grand Est.

##### SNCF
- Gare de Hoelschloch,
- Gare de Soultz-sous-Forêts,
- Gare de Walbourg,
- Gare de Hoffen,
- Gare de Reichshoffen.

## Histoire
Cité dès 719 sur des actes de l'abbaye de Wissembourg, le village dépendait au Moyen Âge des Landgraves de Basse-Alsace. Après avoir été racheté par les seigneurs de Lichtenberg en 1332, il passa successivement sous la tutelle des seigneurs de Deux-Ponts-Bitche, des Hanau-Lichtenberg puis sous celle de la famille de Hesse-Darmstadt. Après la Révolution, le village fut rattaché au canton de Wœrth.
En 1520, le village apparaît sous le nom de Preussdorf, en 1550 sous celui de Preissdorf et Pestdoit en 1552. En 1534, le bailliage de Wœrth fut attribué au comte de Jacques de Deux-Ponts-Bitche et Lichtenberg.
Entre 1626 et 1667, il y a eu une forte variation de la population. En 1641, il n'y a plus que sept habitants.
En 1665, Johann Bauernheim du pays de Bade est pasteur, il aida au développement de la culture des arbres fruitiers dans la région.
En 1817, il fallait encore un passeport délivré par la Police générale de France pour pouvoir émigrer dans un autre canton.

## Toponymie
Étymologie

## Politique et administration

### Découpage territorial

#### Commune et intercommunalités
Commune membre de la communauté de communes Sauer-Pechelbronn.

### Élections municipales et communautaires

#### Liste des maires
| Période                                  | Période    | Identité                 | Étiquette      | Qualité                                   |
| ---------------------------------------- | ---------- | ------------------------ | -------------- | ----------------------------------------- |
| Les données manquantes sont à compléter. |            |                          |                |                                           |
| 1989                                     | 2008       | Guy-Dominique Kennel     | UMP            | Conseiller général                        |
| avril 2008                               | avril 2014 | Évelyne Fischer          |                |                                           |
| avril 2014                               | mai 2020   | Stéphane Wernert         | Sans étiquette |                                           |
| mai 2020                                 | En cours   | Dominique Pfeiffer-Rinie |                | Ingénieur et cadre technique d'entreprise |

### Finances communales

#### Budget et fiscalité 2023

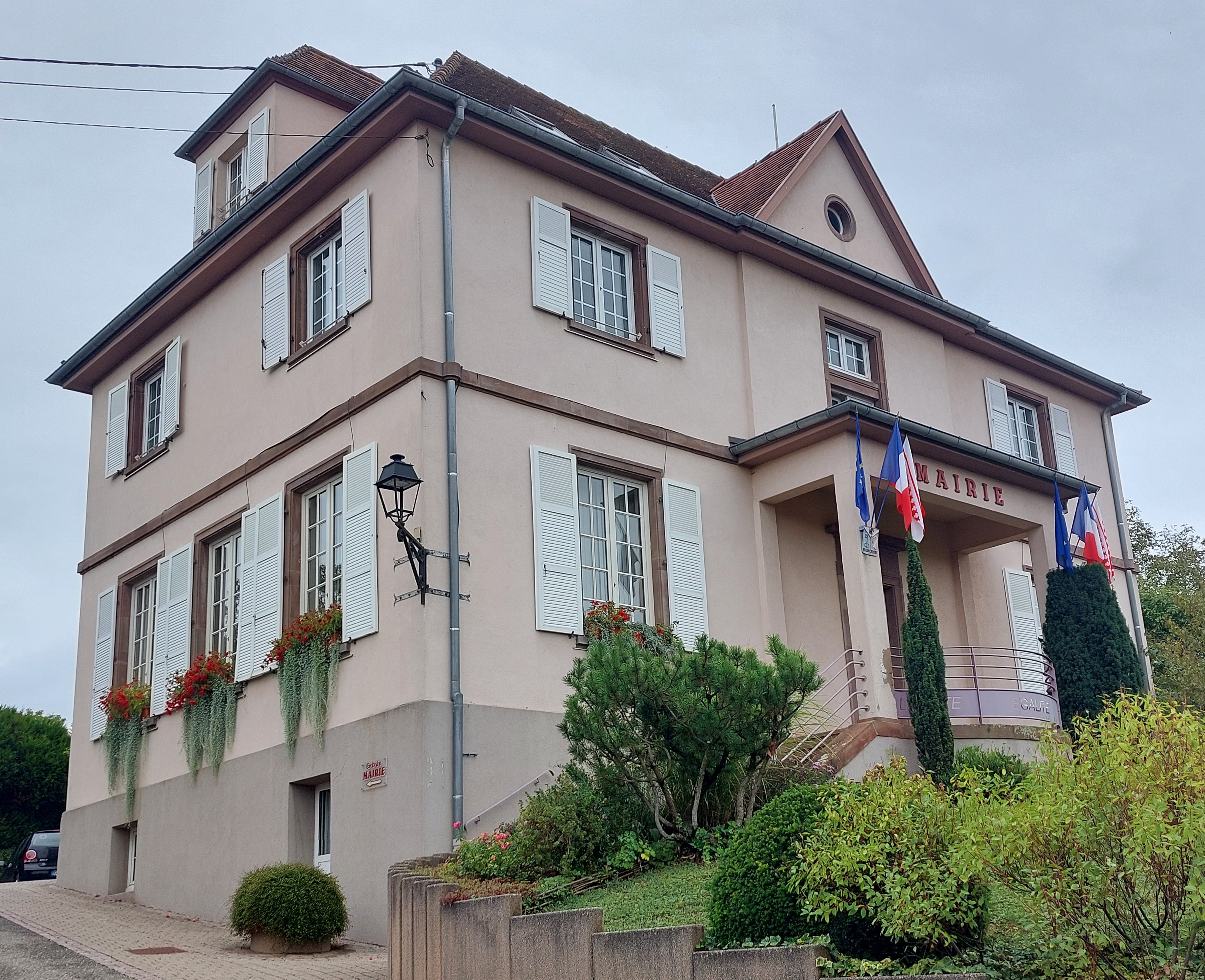
Mairie de Preuschdorf.

En 2023, le budget de la commune était constitué ainsi :
- total des produits de fonctionnement : 981 000 €, soit 1 073 € par habitant ;
- total des charges de fonctionnement : 631 000 €, soit 690 € par habitant ;
- total des ressources d'investissement : 521 000 €, soit 570 € par habitant ;
- total des emplois d'investissement : 476 000 €, soit 521 € par habitant ;
- endettement : 721 000 €, soit 789 € par habitant.

Avec les taux de fiscalité suivants :
- taxe d'habitation : 11,50 % ;
- taxe foncière sur les propriétés bâties : 32,95 % ;
- taxe foncière sur les propriétés non bâties : 69,68 % ;
- taxe additionnelle à la taxe foncière sur les propriétés non bâties : 0,00 % ;
- cotisation foncière des entreprises : 0,00 %.

Chiffres clés Revenus et pauvreté des ménages en 2021 : médiane en 2021 du revenu disponible, par unité de consommation : 24 030 €.

## Équipements et services publics

### Enseignement
Établissements d'enseignements :
- École maternelle et primaire[37],
- Collèges à Wœrth, Walbourg, Soultz-sous-Forêts, Reichshoffen, Mertzwiller,
- Lycées à Walbourg, Haguenau.

### Santé
Professionnels et établissements de santé :
- Médecins à Goersdorf, Merkwiller-Pechelbronn, Woerth, Surbourg, Lembach, Lampertsloch,
- Pharmacies à Merkwiller-Pechelbronn, Woerth, Lembach, Soultz-sous-Forêts,
- Hôpitaux à Goersdorf, Lobsann, Niederbronn-les-Bains, Wissembourg.

## Population et société

### Démographie

#### Évolution démographique
L'évolution du nombre d'habitants est connue à travers les recensements de la population effectués dans la commune depuis 1793. Pour les communes de moins de 10 000 habitants, une enquête de recensement portant sur toute la population est réalisée tous les cinq ans, les populations de référence des années intermédiaires étant quant à elles estimées par interpolation ou extrapolation. Pour la commune, le premier recensement exhaustif entrant dans le cadre du nouveau dispositif a été réalisé en 2005.

En 2022, la commune comptait 891 habitants, en évolution de −2,3 % par rapport à 2016 (Bas-Rhin : +3,17 %, France hors Mayotte : +2,11 %).
| 1793 | 1800 | 1806 | 1821 | 1831 | 1836 | 1841 | 1846 | 1851 |
| ---- | ---- | ---- | ---- | ---- | ---- | ---- | ---- | ---- |
| 406  | 501  | 578  | 806  | 819  | 752  | 717  | 749  | 684  |

| 1856 | 1861 | 1866 | 1871 | 1875 | 1880 | 1885 | 1890 | 1895 |
| ---- | ---- | ---- | ---- | ---- | ---- | ---- | ---- | ---- |
| 616  | 643  | 642  | 621  | 625  | 652  | 662  | 673  | 713  |

| 1900 | 1905 | 1910 | 1921 | 1926 | 1931 | 1936 | 1946 | 1954 |
| ---- | ---- | ---- | ---- | ---- | ---- | ---- | ---- | ---- |
| 711  | 707  | 689  | 753  | 858  | 848  | 863  | 891  | 850  |

| 1962 | 1968 | 1975 | 1982 | 1990 | 1999 | 2005 | 2006 | 2010 |
| ---- | ---- | ---- | ---- | ---- | ---- | ---- | ---- | ---- |
| 834  | 810  | 864  | 882  | 875  | 869  | 926  | 938  | 962  |

| 2015 | 2020 | 2022 | - | - | - | - | - | - |
| ---- | ---- | ---- | - | - | - | - | - | - |
| 920  | 898  | 891  | - | - | - | - | - | - |

### Cultes
Preuschdorf est l'une des quelque 50 localités d'Alsace dotées d'une église simultanée.
- Culte protestant[44].
- Culte catholique, communauté de paroisses Pays de Fleckenstein[45], diocèse de Strasbourg.

## Économie

### Entreprises et commerces

#### Agriculture
- Élevage d'ovins et de caprins.
- Culture de céréales, de légumineuses et de graines oléagineuses.
- Ancien moulin[46].

#### Tourisme
- Hébergement et restauration à Merkwiller-Pechelbronn, Gunstett.

#### Commerces
- Commerces et services de proximité[47].
- Ancien puits de mine de pétrole I Clémenceau[48].

## Culture locale et patrimoine

### Lieux et monuments

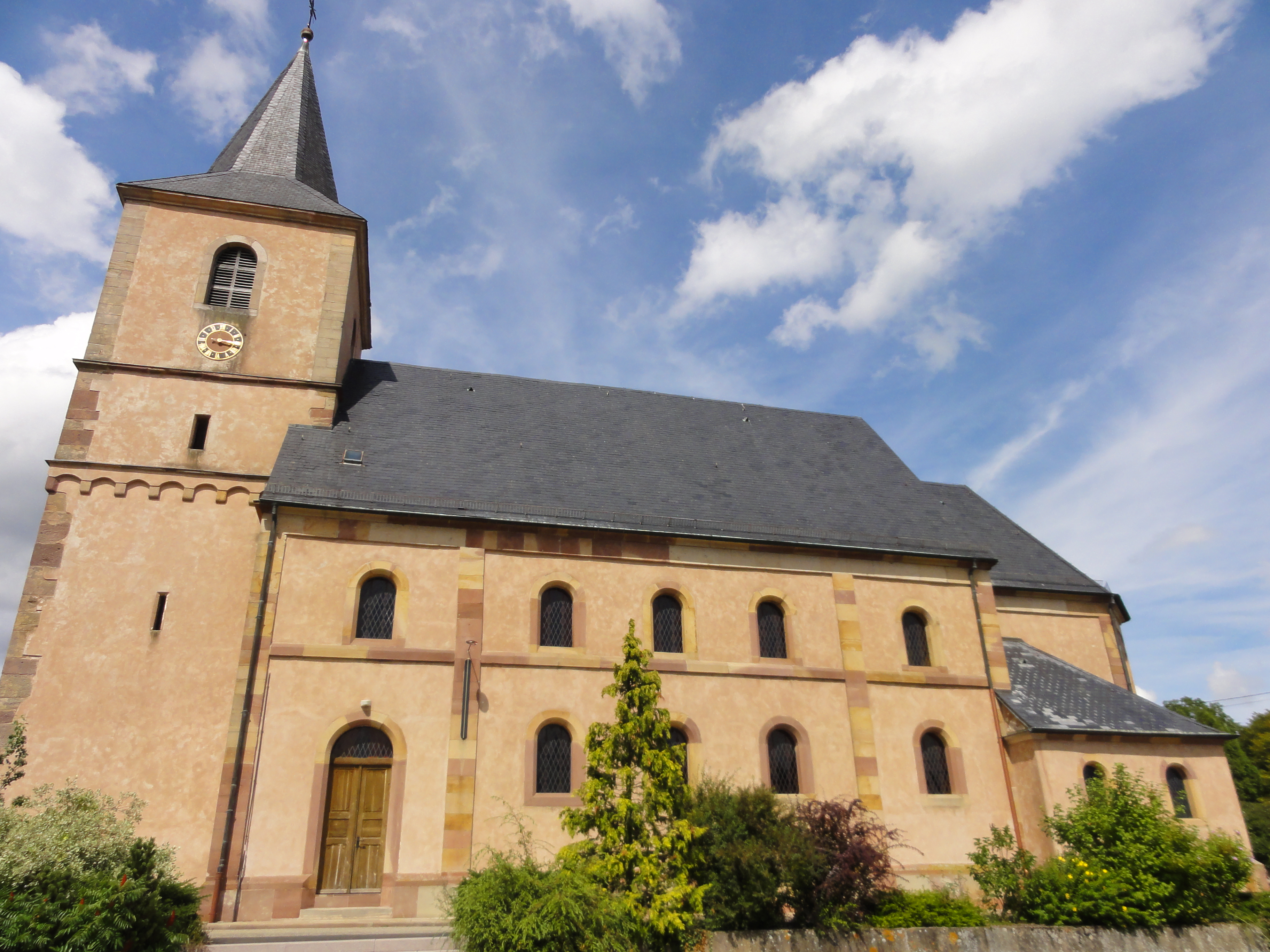
Église simultanée Saint-Adelphe.
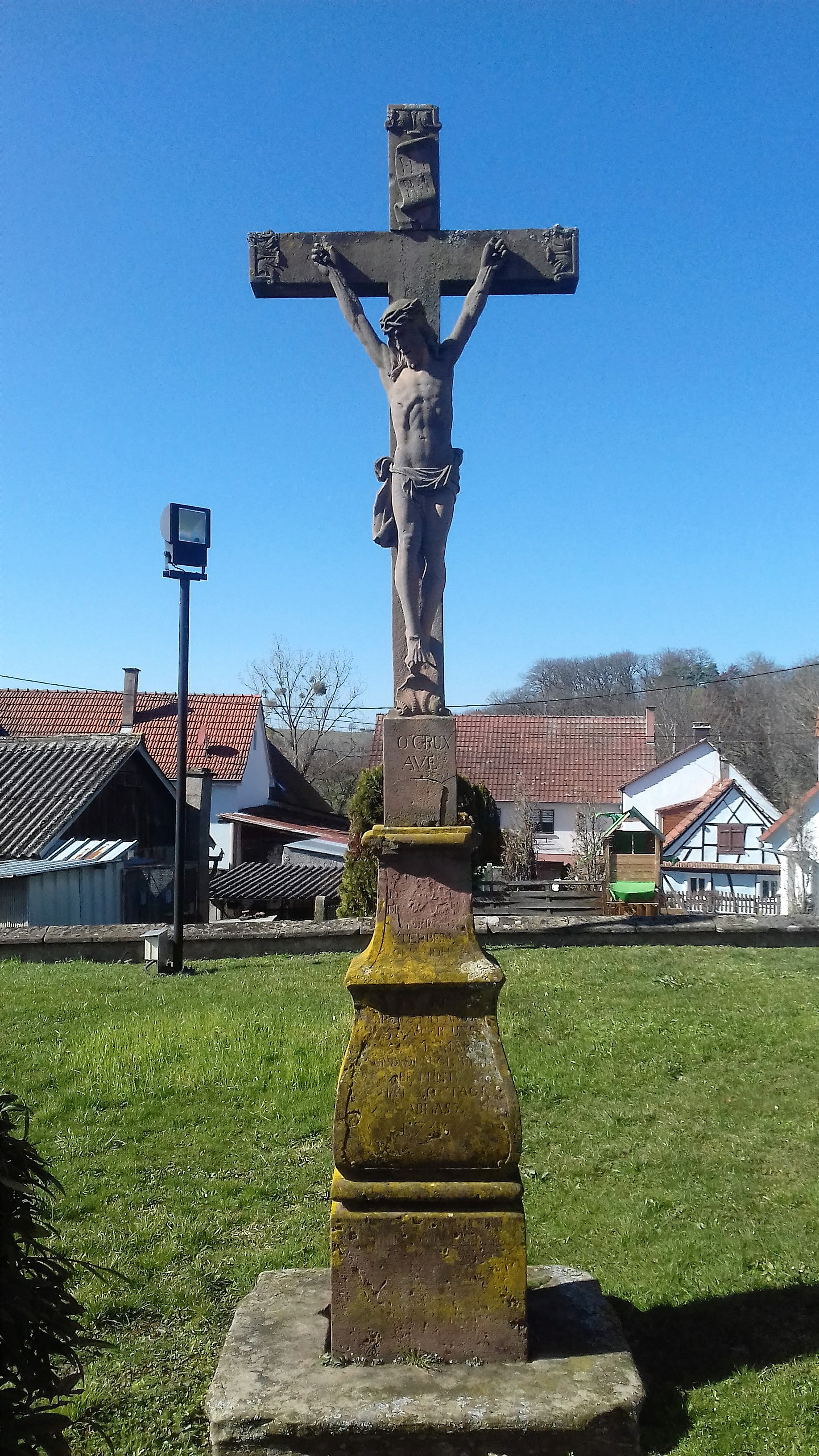
Crucifix.
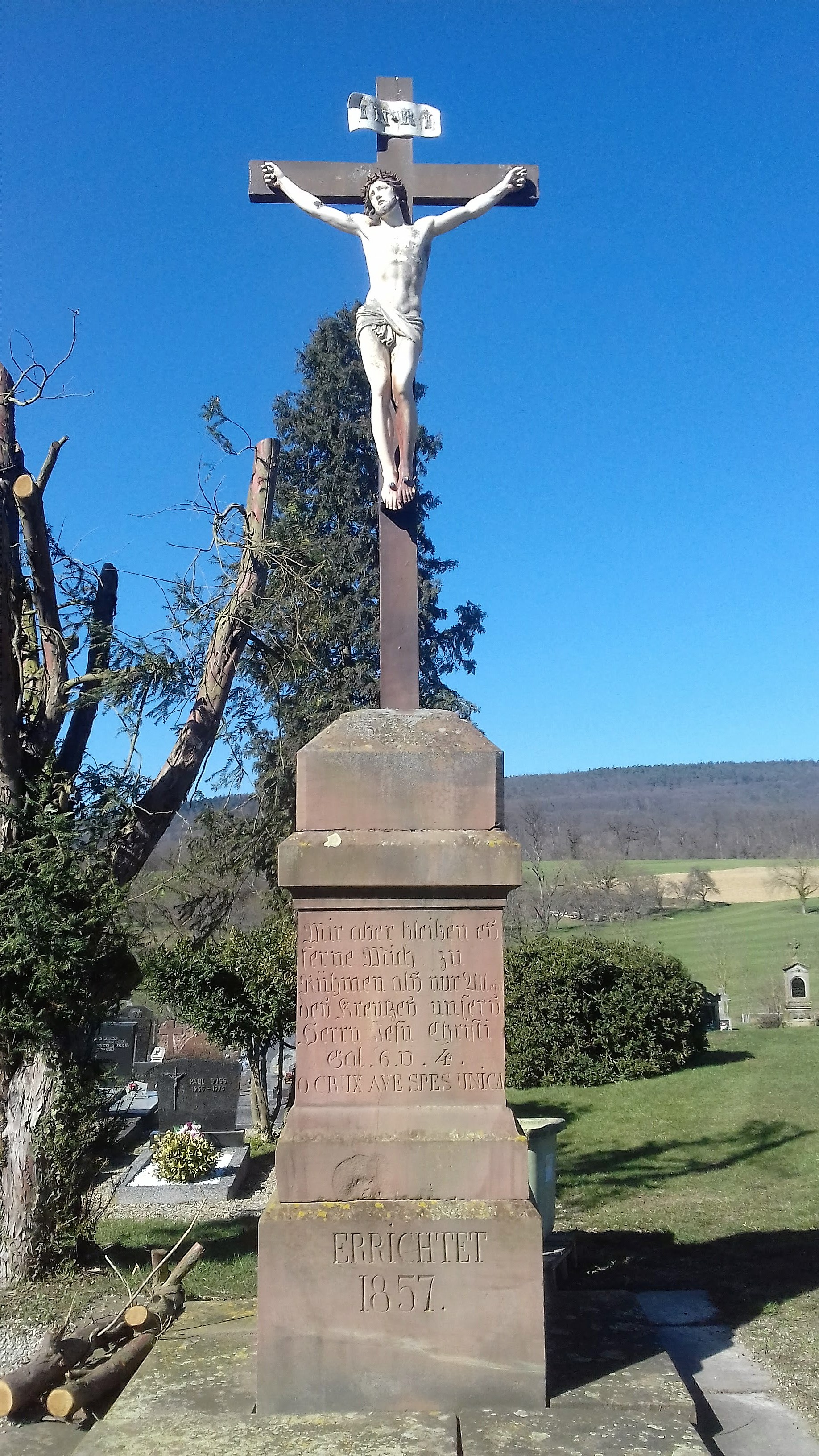
Croix de cimetière.
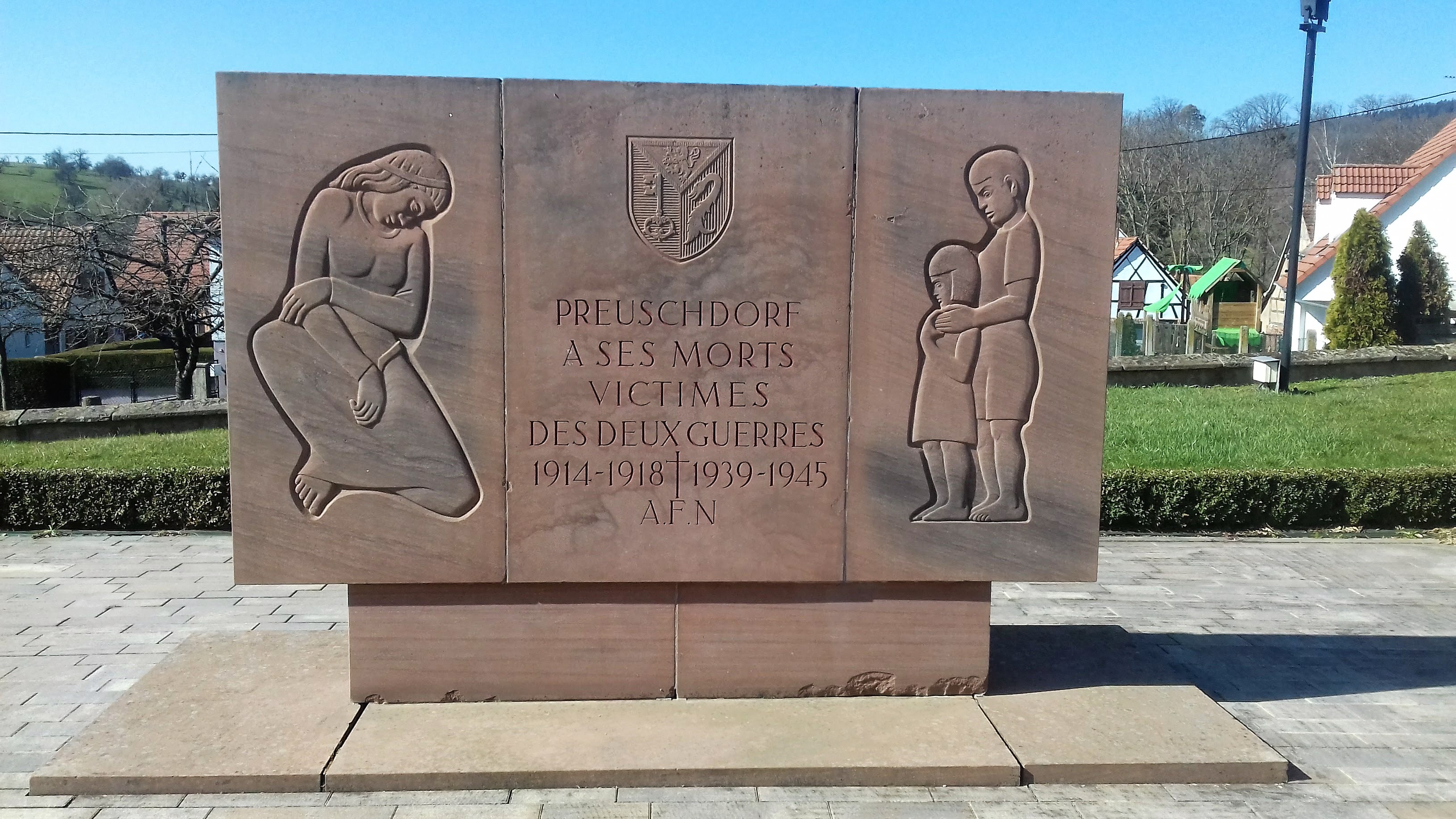
Monument aux morts 1914-1918 et 1939-1945.

- Église paroissiale Saint-Adelphe, église luthérienne (simultaneum)[49],[50].

Le mobilier de l'église mixte Saint-Adelphe.
* Maître-autel.
* Autel protestant.
* Chaire pastorale et banc pastoral.
* Statue Vierge de Lourdes.
* Orgue de Rivinach Pierre et Koulen Heinrich (facteurs d'orgues),,.
* Cloche de 1737.
* Ciboire.
- Croix de cimetière[61].
- Croix de chemin[62].
- Patrimoine rural recensé par le service régional de l'Inventaire général du patrimoine culturel[63].

Anciens moulins,.
Fontaines, puits, auges,,,.
- Monument aux morts[70] : conflits commémorés : guerres 1914-1918 - 1939-1945 - AFN-Algérie (1954-1962).

### Personnalités liées à la commune
- Guy-Dominique Kennel, président du conseil général du Bas-Rhin (2008-2024).
- Albert Gemmrich, joueur de football international.
- Titulaires de l'Ordre national de la Légion d'honneur[71] : Nicolas Michel Auguste Barbe; Henry Beck; Henri Christoph; Jean Alfred Durand; Jacob Jean Thiébault.
- Pasteur Ernst Albert Schuler (1812-1874)[72].

### Héraldique
| Blason de Preuschdorf | Blason  | Tiercé en pairle : au premier d'argent au lion de sable, à la bordure de gueules, au deuxième d'azur à la clef d'or, au troisième de gueules au col de cygne arraché d'argent. |
| Blason de Preuschdorf | Détails | |

## Pour approfondir